# 長崎県道222号平瀬佐世保線
長崎県道222号平瀬佐世保線（ながさきけんどう222ごう ひらせさせぼせん）は、長崎県東彼杵郡波佐見町から佐世保市に至る一般県道である。

## 概要
東彼杵郡波佐見町岳辺田郷から佐世保市早岐3丁目に至る。全線2車線。広田町（長崎県道248号崎岡町早岐線交点）から、終点の田子の浦交差点間はかつての国道205号に相当する。
なので針尾バイパス開通前までは本県道は長崎県道248号崎岡町早岐線（旧国道205号）との交点までだった。
東彼杵郡波佐見町から佐世保市重尾町にかけては山道で特に目立った施設はない。交通量は少ないが、急な勾配と急カーブが多い。逆に佐世保市早岐の汐入橋交差点から、終点の田子の浦交差点まではJR九州佐世保線・大村線 早岐駅前などを通る、早岐地区の中心部で交通量が多く、日中でも混雑することがある。なお、佐世保市早岐から波佐見町方面へは、佐世保市重尾町から農免農道を経由して長崎県道・佐賀県道1号佐世保嬉野線に接続するルートもある。
この他、針尾島にある佐世保市有福町と佐世保市広田2丁目間に早岐瀬戸をまたぐ瀬戸中央橋を含む区間が本県道のバイパスとして存在しており、2009年（平成21年）4月7日に瀬戸中央橋が開通し、観潮橋の混雑が緩和されている。

### 路線データ
- 起点：東彼杵郡波佐見町岳辺田郷（長崎県道・佐賀県道4号川棚有田線交点）
- 終点：佐世保市早岐3丁目（田子の浦交差点、国道202号交点）
- 総延長：12.4 km

## 歴史
- 2002年（平成14年）度 - 早岐瀬戸工区事業化[1]。
- 2009年（平成21年）3月 - 早岐瀬戸1工区（370 m）完成[2][3][4]。
- 2015年（平成27年）3月20日 - 早岐瀬戸2工区（230 m）開通[1][2][3][4]。
- 2016年（平成28年）度 - 広田3工区事業化[3]。
- 2024年（令和6年）
  - 3月30日 - 広田3工区（220 m）開通[3][4]。
  - 10月8日 - 広田3工区（198 m）の道路管理が長崎県から佐世保市に変更され、佐世保市道広田1丁目2号線となる[4]。

## 路線状況

### 道路施設

#### 橋梁
- 志折橋（川棚川、東彼杵郡波佐見町）
- 金田橋（金田川、佐世保市）
- 金石橋（金田川、佐世保市）
- 重尾橋（金田川、佐世保市）
- 上松葉橋（佐世保市）
- 宮崎橋（金田川、佐世保市）
- 汐入橋（小森川、佐世保市）
- 早岐橋（早岐川、佐世保市）
- 瀬戸中央橋（早岐瀬戸、佐世保市）

## 地理

### 通過する自治体
- 東彼杵郡波佐見町
- 佐世保市

### 交差する道路
| 交差する道路                         | 市町村名 | 市町村名 | 交差する場所 | 交差する場所                                                                             |
| ------------------------------------ | -------- | -------- | ------------ | ---------------------------------------------------------------------------------------- |
| 長崎県道・佐賀県道4号川棚有田線      | 東彼杵郡 | 波佐見町 | 岳辺田郷     | 起点                                                                                     |
| 長崎県道142号重尾長畑線              | 佐世保市 | 佐世保市 | 重尾町       |                                                                                          |
| 長崎県道248号崎岡町早岐線            | 佐世保市 | 佐世保市 | 広田3丁目    |                                                                                          |
| 長崎県道222号平瀬佐世保線 / バイパス | 佐世保市 | 佐世保市 | 広田2丁目    |                                                                                          |
| 国道202号                            | 佐世保市 | 佐世保市 | 早岐3丁目    | 田子の浦交差点 / 終点                                                                    |
| バイパス                             |          |          |              |                                                                                          |
| 長崎県道222号平瀬佐世保線 / 現道     | 佐世保市 | 佐世保市 | 広田2丁目    | バイパス起点【北緯33度7分38.3秒 東経129度47分54.4秒 / 北緯33.127306度 東経129.798444度】 |
| 国道202号                            | 佐世保市 | 佐世保市 | 有福町       | バイパス終点【北緯33度7分36.1秒 東経129度47分32.0秒 / 北緯33.126694度 東経129.792222度】 |

### 交差する鉄道
- 大村線

### 沿線
- 佐世保市役所早岐支所
- JR九州佐世保線・大村線 早岐駅
- 早岐郵便局
- 佐世保刑務所
- 長崎県立波佐見高等学校